# Viškovci
Viškovci es un municipio de Croacia en el condado de Osijek-Baranya.

## Geografía
Se encuentra a una altitud de 100 m s. n. m. a 243 km de la capital nacional, Zagreb.

## Demografía
En el censo 2011 el total de población del municipio fue de 1 906 habitantes, distribuidos en las siguientes localidades:
- Forkuševci - 468
- Viškovci - 1 144
- Vučevci -  294

| Gráfica de población de Viškovci 1857-2011                          |
|                                                                     |
| Según los censos de población de la oficina estadística de Croacia. |